# ゲオルク・クライゼル
ゲオルク・クライゼル（Georg Kreisel, 1923年9月15日 - 2015年3月1日）はオーストリア出身で主にイギリスとアメリカで活躍した論理学者、数学者。第二次世界大戦後の証明論および構成的数学の研究をリードした一人に数えられる。

## 経歴

### 第二次世界大戦まで
グラーツのユダヤ系家庭に生まれ、第2次世界大戦勃発にともない、ナチスの手を逃れるため兄弟でイギリスに送られた。ケンブリッジ大学トリニティ・カレッジで数学を学び、1944年に学士号を取得。ケンブリッジの学部生時代に哲学者のウィトゲンシュタインと知り合い、ウィトゲンシュタインからその哲学的才能を高く評価された。その後、ポーツマス近郊の海軍機雷開発部に勤務し、ついでロンドンに移る。ここでは、ノルマンディー上陸作戦のために計画された港湾設備への波の影響を研究した。

### 第二次世界大戦後
これまでのクライゼルは主に応用数学分野の研究が中心だったが、1946年に再びケンブリッジに戻った際に数理論理学の研究を開始。博士号取得後、1949年からはレディング大学に職を得る。1955年にはクルト・ゲーデルの招きにより、プリンストン高等研究所を訪れる。ゲーデルにクライゼルの招聘をすすめたのは、当時プリンストン高等研究所にいた物理学者フリーマン・ダイソンだった。ダイソンはケンブリッジでの学部生時代にクライゼルと同級で、クライゼルの数学的能力を高く評価していたという。
クライゼルは内気なゲーデルが心を許した数少ない研究者の一人であり、1957年にはコーネル大学での研究集会で、当時未刊だった「ディアレクティカ解釈」のアイデアをゲーデルに代わって発表し、センセーションを巻き起こしている（なお、この集会にクライゼルはフリーマン･ダイソンの妻ヴェレーナ・フーバー＝ダイソンを伴って現れ、このことはまたゴシップの種となった）。同年、レディングに戻るが、1958年から1959年にかけて再びアメリカに渡り、スタンフォード大学に滞在。1960年から1962年にかけてはパリを訪れている。
1962年からは正式にスタンフォード大学のスタッフに加わり、1985年に退官するまで同大学教授を務めた。この間に、門下からヘンドリク・バレンドレヒトやマイケル・ビーソンをはじめとする優秀な弟子を輩出している。1996年には、クライゼルゆかりの論理学者たちによって『クライゼリアーナ』と題された献呈論文集 (ISBN 156881061X) が出版された。スタンフォード大学名誉教授の地位にあった。

## 数学上の業績
1950年代後半以降、クライゼルは証明論および構成的数学の研究を方向付けるアイデアを次々と発表し、論理学界に絶大な影響を与えた。クライゼルの証明論研究における基本的なアイデアは、「解きほぐしプログラム」 (unwinding program) と呼ばれている。これは、算術および解析に現れる非構成的概念に含まれている構成的内容を決定するというもので、茫漠となりがちな数学の基礎付けという課題に、明確な数学的表現を与えることを意図していた。
ただし、クライゼル自身の数学のスタイルはかなり独特で、ギャップのない厳密な証明を提示するよりはむしろ、ドラマチックなアイデアを直観的かつ印象的に語るというものだった。また、その論文は哲学的リマークに満ちており、極めて難解なことで有名である。このため、クライゼルは一方で多くの崇拝者を生みもしたが、他方、厳密さと明瞭さを重んじるアルフレト・タルスキのような数学者をいらだたせることにもなった。
次のゲーデル-クライゼルの定理は有名。
算術的命題、すなわち一階算術で記述可能な命題に関しては、選択公理を使った証明があればそれを使わなくても証明できる。

## 人となり
クライゼルはまた、様々なエキセントリックなエピソードでも知られており、特にその極度の不眠癖は論理学界の語り草となっている。就寝にあたっては完全な暗闇と静寂を要求するため、クライゼルを泊めた家の住人が多大な迷惑をこうむった話が伝えられている。